# Puig de les Planes
El Puig de les Planes és un turó de 576,8 m alt del terme comunal de Rodès, de la comarca del Conflent, a la Catalunya del Nord.
És en el sector de Ropidera, a la meitat septentrional del terme de Rodès, situat a l'esquerra de la Tet, a l'extrem nord-oest del terme, tancant pel nord les planes de l'extrem nord de la comuna de Rodés, a prop i a llevant de la població de Tarerac.